# St. Musse
St. Musse er en landsby på det sydøstlige Lolland. Landsbyen befinder sig i Guldborgsund Kommune og tilhører Region Sjælland.
St. Musse har givet navn til egnens ældst kendte administrative område, nemlig Musse Herred. Det indikerer at landsbyen har haft en central beliggenhed og en vis betydning omkring år 1000. Man kender ikke herredernes oprindelige betydning, men helt frem til 1919 og delvis senere dannede herrederne grundlag for retskredsinddelingen.
St. Musse ligger på kanten af en istidsformation der strækker sig fra Nysted mod nordøst til Maribosøerne. Vest for St. Musse ligger et større moseområde, der går over i Hejrede Sø, men rundt om hele byen ligger en række aktive eller udtømte grusgrave, så landskabet har et meget varieret udseende, og nogle af de tømte grave er nu omdannet til parklignende arealer. Navnet betyder slet og ret "mose", og refererer til de ovenfor omtalte moser vest for byen.

## Historie
Fra før 1855 omtales en vindmølle.
I 1742 blev der oprettet en skole i et eksisterende hus. Der blev bygget ny skole i 1912, og den blev udvidet i 1922. I 1963 blev den nedlagt. Eleverne blev herefter flyttet til Brydebjergskolen.
I 1881 blev der etableret et sognebibliotek. Det nævnes i Trap Danmark fra 1955, hvor det var er lokaliseret på skolen og havde 1500 bind.
Før 1923 blev der oprettet en brugsforening i byen. I 1941 blev der etableret et vandværk.

## Administrativt/kirkeligt tilhørsforhold

### Tidligere
- Musse Herred, Ålholm Len, Ålholm Amt, Maribo Amt, Storstrøms Amt, Døllefjelde-Musse Sognekommune, Nysted Kommune
- Fyens Stift

### Nuværende
- Region Sjælland, Guldborgsund Kommune
- Lolland-Falsters Stift, Lolland Østre Provsti, Døllefjelde-Musse-Herritslev Pastorat, Musse Sogn

## Andre forhold
Lige uden for byen ligger den lille herregård Bramsløkke, der ejedes af Mærsk McKinney Møller og har været en slags sommerhus for familien.

## Galleri
- Musse Skole (nedlagt)
- En af de nedlagte grusgrave
- Kirken